# 미움받을 용기
《미움받을 용기》(일본어: 嫌われる勇気 自己啓発の源流「アドラー」の教え 키라와레루유우키 지코케이하츠노겐류우 아도라노오시에[*])는 일본의 철학자 기시미 이치로와 작가 고가 후미타케가 아들러 심리학을 참고해서 쓴 대화체 형식의 도서이다.

## 국가별 도서 출판 현황 및 독자 반응

### 일본
일본에서는 첫 판이 2013년도에 책이 출판되었다.
2편이 한국과 같은 년도에 출판되었다.

### 한국
한국에서는 2014년도 11월에 인플루엔셜 출판사에서 책을 출판했으며,
2014년도와 2015년도에 구매율과 판매율이 압도적으로 많았던 것으로 베스트셀러가 되었다. 텔레비전 뉴스에 소개되고 인터넷 기사가 실리는 등 엄청난 결과가 나타났으며, 2016년도 5월에는 《미움받을 용기2》가 출판되었다.

## 같이 봐야 할 서적
- 참조1.《아들러 심리학을 읽는 밤》[1]
- 참조2.《아들러에게 인간관계를 묻다》[2]
- 참조3.《나이 든 부모를 사랑할 수 있습니까?》[3]

## 무대
2015년 9월부터 10월에 아카사카 RED / THEATER에서 상연.

### 등장 인물
- 철학 교수 - 리주 고
- 기도 요코 - 구로사와 하루카
- 시모무라 사오리 - 마나카 아유

## 텔레비전 드라마
2017년 1월 12일부터 후지 TV의 목요극장 시간대에서 방송된 서스펜스 형사 드라마로, 후지 TV를 비롯한, 간사이 TV(이하 KTV - 긴키 광역권), 도카이 TV(이하 THK - 주쿄 광역권), TV 니시닛폰(이하 TNC) 등 26개 FNN 지역 민방 네트워크를 통해서 전국적으로 일제히 송출되었다. 주연은 카리나.

### 등장인물
- 안도 란코 - 카리나[5](14세 당시: 사쿠라다 히요리)
- 아오야마 토시오 - 카토 시게아키[5]
- 다이몬지 테츠토 - 시이나 킷페이[5]
- 한다 요스케 - 마스 타케시
- 코미야야마 마사아키 - 토츠기 시게유키
- 우라베 요시타카 - 마루야마 토모미
- 미야케 타카토시 - 사쿠라다 도리
- 소우마 아키코 - 사가라 이츠키
- 카지 준노스케 - 마사나 보쿠소
- 무라카미 유키나 - 오카자키 사에
- 마카리 미치코 - 이토요 마리에
- 히지카타 토시로 - 쥬다이 사토시
- 안도 유마 - 호리이 아라타 (제5회, 제10회)

### 스태프
- 원안 : 기시미 이치로, 고가 후미타케《미움받을 용기》
- 연출 : 게자와 다쓰야, 오이카와 다쿠로, 호시노 가즈나리
- 각본 : 도쿠나가 유이치, 오이시 데쓰야, 히카와 가요
- 음악 : 도쿠다 마사히로
- 기획 : 와타나베 쓰네야, 하시쓰메 도시키
- 프로듀서 : 메구로 마사유키, 이모토 류스케
- 주제가 : 오쓰카 아이〈내(私)〉(avex trax)[6]
- 여는 곡 : NEWS〈EMMA〉(a자니스 엔터테인먼트)[7]
- 제작 : 후지 TV, 도에이

### 방송 일자
| 회차                                                       | 방송 일자 | 부제 (서브 타이틀)                                                 | 각본            | 연출            | 시청률 |
| ---------------------------------------------------------- | --------- | ------------------------------------------------------------------ | --------------- | --------------- | ------ |
| 제1화                                                      | 1월 12일  | 최강 아들러 여자가 시동! 용기의 심리학 살인 사건의 수수께끼를 풀려 | 도쿠나가 유이치 | 게자와 다쓰야   | 8.1%   |
| 제2화                                                      | 1월 19일  | 저주받은 방의 수수께끼! 블랙 기업 광상곡!                          | 도쿠나가 유이치 | 게자와 다쓰야   | 6.4%   |
| 제3화                                                      | 1월 26일  | 경쟁에 살해당한 교사! 여자 대 여자 긴박한 두뇌전                   | 오이시 데쓰야   | 오이카와 다쿠로 | 6.6%   |
| 제4화                                                      | 2월 02일  | 용의자는 일족 전원! 승인 욕망을 부정하라!                          | 히카와 카요     | 오이카와 다쿠로 | 7.2%   |
| 제5화                                                      | 2월 09일  | 아름다운 계획 살인! 피로 물든 발렌타인                             | 도쿠나가 유이치 | 호시노 가즈나리 | 6.1%   |
| 제6화                                                      | 2월 16일  | 피해자는 전남친!? 시체가 말하는 4년전의 약속                       | 히카와 가요     | 호시노 가즈나리 | 6.2%   |
| 제7화                                                      | 2월 23일  | 동료를 구해라! 새기는 죽음 초읽기 폭탄마 VS 란코                   | 오이시 데쓰야   | 오이카와 다쿠로 | 6.5%   |
| 제8화                                                      | 3월 02일  | 사망자의 복수!? 연쇄 살인범의 초대장                               | 도쿠나가 유이치 | 오이카와 다쿠로 | 6.2%   |
| 제9화                                                      | 3월 09일  | 배후는 누구다! 진실이 찢기 고독한 버디                             | 도쿠나가 유이치 | 이케자와 다쓰야 | 5.9%   |
| 최종화                                                     | 3월 16일  | 8계 마지막 사건! 진범인은 거기에 있다!!                            | 도쿠나가 유이치 | 이케자와 다쓰야 | 5.7%   |
| 평균 시청률 6.5% (시청률은 칸토 지구·비디오 리서치사 조사) |           |                                                                    |                 |                 |        |

- 첫회 15분 확대.

| 후지 TV 목요극장                      | 후지 TV 목요극장             | 후지 TV 목요극장                     |
| 이전 작품                             | 작품명                       | 다음 작품                            |
| ------------------------------------- | ---------------------------- | ------------------------------------ |
| Chef~3성급 급식~ (2016.10.13 ~ 12.15) | 미움받을 용기 (2017.1.12 ~ ) | 사람은 외형이 100 퍼센트 (2017.4 ~ ) |

### 스핀오프 드라마
《미치코와 키라이 짱의 상담실》의제목에서 2017년 1월 11일 자정부터 전 3화 예정으로 방송되고있다.
- 등장인물
  - 마카리 미치코 - 이토요 마리에
  - 키라이 짱 - 쿠리하라 루이(목소리 출연)[18]

- 방송 일자
  - 제1화: 2017년 1월 12일 (1월 11일 심야) 2시 5분 - 2시 35분
  - 제2화: 2017년 2월 16일 (2월 15일 심야) 3시 - 3시 30분
  - 제3화: 2017년 2월 23일 (2월 22일 심야) 3시 - 3시 30분

## 같이 볼 항목
- 프로이트
- 카를 융
- 개인심리학
- 알프레드 아들러
- 목적론
- 원인론